# Severni most
Severni most je jedan od dva čipa koji čine skup čipova (chipset) matične ploče,drugi je Južni most. Za razliku od Južnog mosta, Severni most je direktno povezan na procesor preko prednje sistemske magistrale(FSB) i odgovoran je za zadatke koji zahtevaju najbolje performanse. Severni most je obično uparen sa Južnim mostom, poznatim kao "Ulazno/Izlazni kontroler." U sistemima u kojima oni postoje, upravljaju komunikacijom između procesora i ostalih delova matične ploče.
Na starijim Intel-ovim računarima, Severni most se takođe zvao i spoljašnji memorijski kontroler (MCH) ili integrisani memorijski kontrolerski hub (IMCH) ako je imao integrisan VG memorijski kontroler. Sve ove funkcije postaju integrisane u sam procesor, počevši od memorijskih i grafičkih kontrolera. Za Intel-ov Sandy Bridge procesor koji je predstavljen 2011, sve funkcije severnog mosta prebačene su na procesor, dok neki procesori visokih performansi idalje zahtevaju spoljašnji Severni i Južni most.
Funkcije su se delile na procesor, severni most i južni most zbog toga što je bilo veoma teško integrisati sve potrebne komponente samo na jedan čip.. U nekim slučajevima funkcije Severnog i Južng mosta su kombinovane na jednom čipu, kada komplikovanost dizajna i proces izrade to dozvoljavaju; primer: Nvidia GeForce 320M u Macbook Air iz 2010 je Severni most/južni most/GPU kombinovani čip.
Kako se brzina procesora vremenom povećavala, nastalo je usko grlo između procesora i matične ploče zbog ograničenja prenosa podataka između procesora i njegove čiipset podrške. U skladu sa tim, počevši od AMD Athlon64 serije čipova, počela je da se koristi nova arhitektura čipova, u kojoj su neke funkcije severnog i južnog mosta premečtene na procesor. Moderni Intel Core procesori imaju integrisan Severni most na procesorsko jezgro gde je poznatiji kao "Sistemski Agent".

## Opis
Severni most obično upravlja komunikacijom između procesora i u nekim slučajevima RAM memorije, PCI Express (ili AGP) grafičkih kartica, i južnog mosta. Neki severni mostovi takođe sadrže i integrisane grafičke kontrolere poznatije kao Grafički i Memorijski kontroler (GMCH) u Intel-ovim sistemima. Različiti procesori i RAM memorije zahtevaju drugačiju signalizaciju, zato će jedan tip severnog mosta raditi samo sa jednom ili dve klase procesora i samo jednim tipom RAM memorije.
Postoji nekoliko čipsetova koji podržavaju rad sa dve vrste RAM memorija (uglavnom su dostupni kada se prelazi na noviju generaciju).

## Ime
Severni most je svoje ime dobio zbog položaja na nacrtima matičnih ploča. Procesor je crtan na vrhu mape, koji se poredi sa severom na geografskim mapama. Procesor je vezan na čipset preko brzog mosta (severni most), koji je na nacrtima lociran severno od ostalih komponenti. Severni most je kasnije povezan preko sporog mosta (Južni most) koji se nalazi južno od ostatka komponenti.

## Overklokovanje
Severni most igra veoma važnu ulogu u tome koliko mnogo se može overklokovati kompjuter, zato što se njegova frekvencija najčešće koristi kao osnova za uspostavljanje radne frekvencije procesora. Kako procesor postaje sve brži, ovaj čip se sve više i više zagreva, zato zahteva dodatno hlađenja. Kao i u svemu i u overklokovanju postoji limit.
Digitalna kola su limitirana fizičkim faktorima, kao što je kašnjenje koje se povećava uz druge faktore kao što je radna temperatura. Zato većina overkloking aplikacija imaju softverski ubačene limite na frekvencijski multiplikator.

## Razvoj
Opšti trend u dizajnu procesora je da se integriše što veći broj funkcija na što manje komponenti, čime se smanjuje prosečna cena matičnih ploča i poboljšavaju se performanse. Memorijski kontrolerkoji upravlja komunikacijom između procesora i RAM memorije, pomeren je na procesorsko jezgro od strane AMD-a kada su počeli sa proizvodnjom njihovog AMD64 dok je od strane Intel-a premešten početkom proizvodnje Nehalem procesora. Jedna od prednosti integrisanja memorijskog kontrolera na procesorski čip jeste smanjenje kašnjenja od procesora do memorije.
Još jedan primer ovakve promene je Nvidijin nForce3 za AMD64 sistem. On kombinuje sve karakteristike normalnog Južnog mosta sa jednim Accelerated Graphics Port (AGP) i povezuje direktno na procesor. Na nForce4 ploči bio je reklamiran kao media communications processor (MCP).
AMD Accelerated Processing Unitprocesori imaju punu integraciju funkcija severnog mosta na procesorski čip, zajedno sa procesorskim jezgrom, memorijskim kontroletom i grafičkim procesorskim jedinicama (GPU). Ovo je bila evolucija AMD64, s obzirom da je pre toga, memorijski kontroler bio integrisan na procesorsko jezgro.
Severni most je zamenjen "Sistemskim agentom" koji je predstavio Sandy Bridge mikroarhitektura u 2011. godine, koji u suštini obavlja sve funkcije koje je obavljao i severni most.
Intel-ovi “Sandy Bridge” procesori imaju punu integraciju funkcija Severnog mosta na procesorskom čipu, zajedno sa procesorskim jezgrima, memorijskim kontrolerom i grafičkim procesorskim jedinicama(GPU). Ovo je bio dalji razvoj Westmere arhitekture, koja takođe sadrži procesor (CPU) i grafičke procesorske jedinice (GPU) u istom paketu.